# Meunet-Planches
Meunet-Planches – miejscowość i gmina we Francji, w Regionie Centralnym, w departamencie Indre.
Według danych na rok 1990 gminę zamieszkiwało 165 osób, a gęstość zaludnienia wynosiła 6 osób/km² (wśród 1842 gmin Regionu Centralnego Meunet-Planches plasuje się na 973. miejscu pod względem liczby ludności, natomiast pod względem powierzchni na miejscu 403.).